# AeroVironment Wasp III
El AeroVironment Wasp III Small Unmanned Aircraft System es un UAV en miniatura desarrollado para que proporcionase a las fuerzas de operaciones especiales de la Fuerza Aérea de los Estados Unidos un pequeño vehículo ligero capaz de obtener conciencia situacional fuera del alcance visual. El avión está equipado con dos cámaras a bordo que proporcionan inteligencia en tiempo real a sus operadores. También está equipado con GPS y un Sistema de Navegación Inercial que le permiten operar autónomamente desde el despegue hasta la recuperación. Fue diseñado por AeroVironment Inc., y se unió por primera vez al inventario de la Fuerza Aérea en 2007. Existen dos variantes del Wasp: la versión tradicional que aterriza en tierra ("Terra Wasp"), y una versión que lo hace en el mar o en agua dulce ("Aqua Wasp"). La Fuerza Aérea aceptó el Wasp AE a finales de mayo de 2012, y el Cuerpo de Marines estadounidense anunció en enero de 2013 que había ordenado el mismo modelo. El Wasp AE fue designado como RQ-12A.

## Diseño y desarrollo

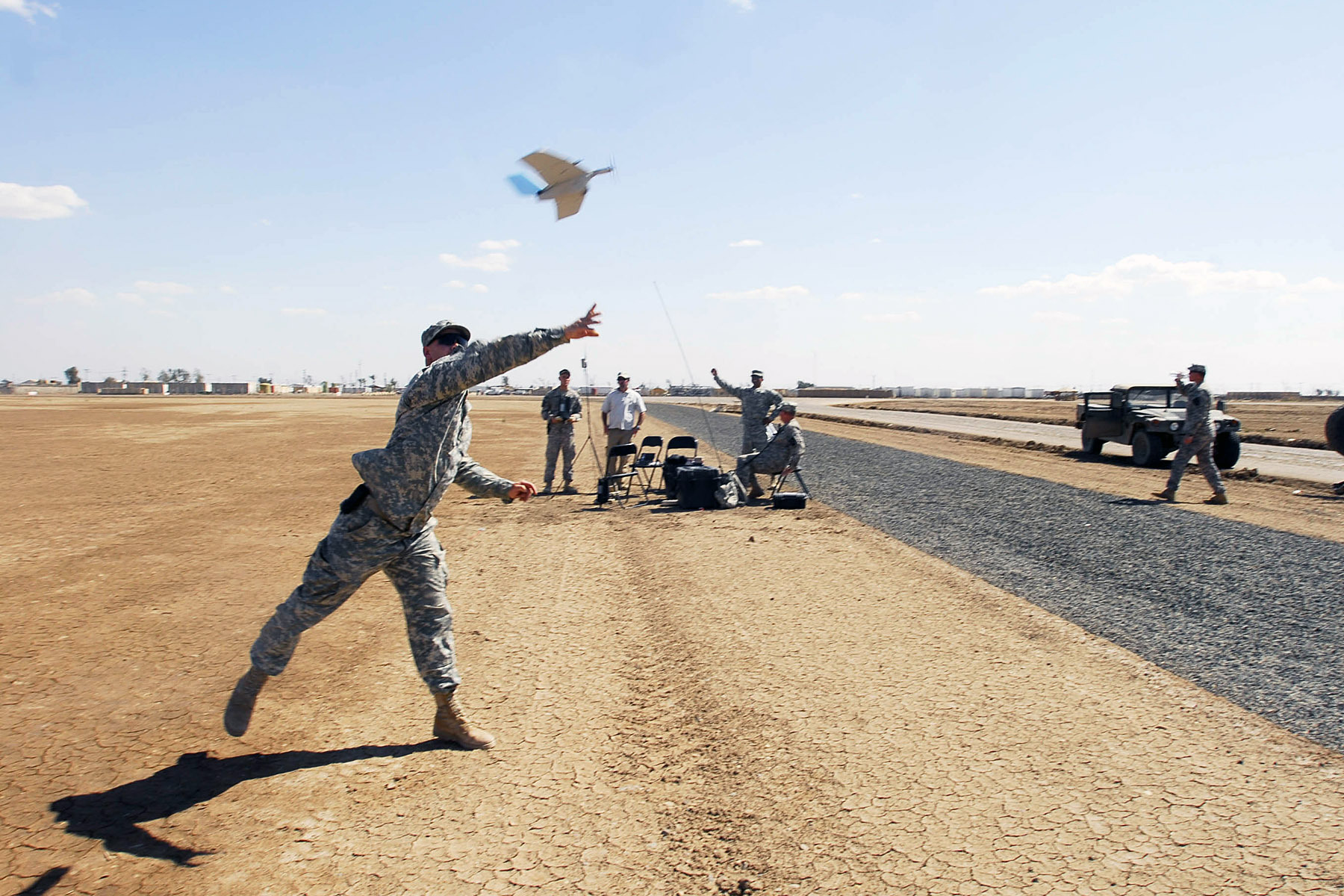
Un suboficial del Ejército estadounidense lanza un Wasp III.

El Wasp III es el resultado de un esfuerzo de desarrollo conjunto plurianual entre AeroVironment y la Agencia de Proyectos de Investigación Avanzados de Defensa (DARPA) con el objetivo de crear una plataforma aérea no tripulada pequeña, portátil, fiable y robusta, diseñada para realizar reconocimientos y vigilancias de primera línea todotiempo. El Wasp pesa solo 430 gr, tiene 38 cm de longitud y una envergadura de 72 cm; puede desmontarse y volverse a montar para que quepa en una mochila. Puede ser controlado manualmente o de forma programada para seguir una navegación autónoma basada en GPS, y puede transportar módulos de carga específicos intercambiables, incluyendo cámaras frontales y laterales infrarrojas y a color que transmiten señal de vídeo en vivo  directamente al controlador manual en tierra, el mismo controlador usado para los más grandes RQ-11B Raven y RQ-20 Puma. El avión puede volar durante 45 min hasta los 5 km a una altitud de 300 m (1000 pies), con una velocidad máxima de 40-65 km/h. El Mando de Operaciones Especiales de la Fuerza Aérea (AFSOC) seleccionó el Wasp III para el programa Micro Vehículo Aéreo de Búsqueda de Blancos en el Campo de Batalla (BATMAV) en diciembre de 2006, para que permitiera a los controladores aéreos buscar blancos enemigos más allá de su línea visual; el AFSOC comenzó las pruebas del minúsculo UAV en octubre de 2007 y aprobó la producción en enero de 2018. En noviembre de 2007, el Cuerpo de Marines estadounidense también concedió un contrato de 19,3 millones de dólares a AeroVironment para que entregase sistemas Wasp III, bajo el contrato BATMAV, para equiparlos a nivel de sección, complementando a los UAV Raven desplegados a nivel de compañía y batallón.
En mayo de 2012, AeroVironment presentó el Wasp AE, una versión mejorada del vehículo aéreo Wasp que puede aterrizar y despegar desde el agua. Aunque es más pesado (1,3 kg), tiene una autonomía un 20% mayor e incorpora un soporte giroscópico en miniatura que proporciona vídeo en color e infrarrojo al operador desde un único paquete de sensores. Después de la Fuerza Aérea, el Cuerpo de Marines ordenó el Wasp AE en septiembre de 2012.

## Versiones
Wasp III
UAV de reconocimiento y vigilancia.
Wasp AE
Versión mejorada del Wasp III.

## Operadores
Australia
- Ejército de Tierra de Australia[8]

 España
- Ejército del Aire[9]

 Estados Unidos
- Fuerza Aérea de los Estados Unidos
- Cuerpo de Marines de los Estados Unidos

 Francia
- Marina Nacional francesa

 República Checa
- Fuerzas Armadas de la República Checa[10]

 Suecia
- Fuerza Aérea Sueca
- Ejército de Suecia
- Armada de Suecia

## Especificaciones

### Características generales
- Longitud: 0,4 m (1,2 ft)
- Envergadura: 0,7 m (2,4 ft)
- Peso vacío: 0,4 kg (0,9 lb)
- Peso cargado: 6,5 kg (14,4 lb)
- Planta motriz: 1× motor eléctrico con baterías recargables de ion litio .

### Rendimiento
- Velocidad máxima operativa (Vno): 65 km/h (40 MPH; 35 kt)
- Velocidad crucero (Vc): 40-65 km/h (25-40 mph, 22,35 kn)
- Alcance: 5 km (3 nmi; 3 mi) (45 min)
- Techo de vuelo: 15-333 m (50-1000 pies)

### Aviónica
- Cámaras todotiempo de alta resolución con estabilización digital de imagen y panorámica/inclinación/zoom digital

## Aeronaves relacionadas

### Secuencias de designación
- Secuencia _Q-_ (Vehículos aéreos no tripulados estadounidenses, 1962-presente): ← Q-9 - Q-10 - Q-11 - Q-12 - Q-14 - Q-15 - Q-16 →
- Secuencia NR._ (Aeronaves No tripuladas del Ejército del Aire español (1978-presente)): UR.01 - NR.03 - NR.04 - NR.05 - NR.06